# Ефим Боголюбов
Ефим Боголюбов е украински, руски, съветски и немски шахматист. Два пъти е претендент в мачове за световната титла (1929 и 1934 г.). Два пъти е шампион на Съветския съюз (1924 и 1925 г.) и осемкратен шампион на Германия (1928 – 1939). Международен гросмайстор от 1951 г. с въвеждане на званието от ФИДЕ. На състезанията той е представлявал Руската империя, СССР, Германия, Германската федерална република.

## Биография
Роден е на 14 април 1889 г. в село Станиславчик, Киевска губерния на Руската империя (сега Ставищенски район, Киевска област на Украйна). Като шахматист той напредlа в състезанията в Киев. Първо участва в украински турнири. През лятото на 1914 г. Боголюбов участва в международен турнир, проведен в германския град Манхайм. Когато започва Първата световна война, той е интерниран от германските власти заедно с други руски шахматисти, повечето от които след това постепенно са освободени от плен. Скоро Боголюбов се жени за дъщерята на немски пивовар в Германия и остава там. Той не прекъсва напълно връзките си с родината си, а периодично идва в СССР, за да участва в състезания по шах. През 1924 г. се връща в СССР. През 20-те години той осезаемо превъзхожда в кла̀са всички съветски шахматисти, за което свидетелства фактът, че печели два пъти титлата шампион на СССР (1924 и 1925 г.), печели Първия московски международен турнир по шахмат и в мач с най-силния от „чисто съветските“ шахматисти Петър Романовски. 
През 1926 г. Боголюбов получава покана за международен турнир в Италия, но фашисткото правителство на Мусолини отказва да му издаде входна виза, като гражданин на СССР. Поради тази причина раздразненият Боголюбов реши да се оттегли от съветското гражданство, за което написва писмо до ръководителя на съветската федерация по шахмат Н. В. Криленко и емигрира в Германия. Затова е лишен от шампионската титла на СССР (единственият случай). По-късно, Боголюбов играе на състезания като представител на Германия, а след това като шахматист на ФРГ до края на живота си, но не постига голям успех. Единственият съветски шахматист, който го срещна на дъската, е Михаил Ботвиник, който побеждава Боголюбов с разгромна атака през 1936 г. на турнир в Нотингам. Както си спомня Ботвиник, в отговор на някакъв прост въпрос, Боголюбов, който не го чул, механично го попитал на немски „Was?“ („Какво?“), От което Ботвиник заключава, че Боголюбов по това време вече е мислел на немски. По време на войната Боголюбов, въпреки брака си с германка, е лишен от възможността да се изявява в много клубове като неариец. Както свидетелства Ф. П. Богатирчук, през 1944 г. Боголюбов се присъединява към НСДАП . До началото на 90-те години Боголюбов се превръща във фигура на мълчанието в съветските периодични шахматни издания, те се опитват да не го споменават и игрите, които той печели, да не цитират. 
|   | a | b | c | d | e | f | g | h |   |
| 8 | черен топ на бяло поле a8 · черен кон на черно поле b8 · черен офицер на бяло поле c8 · черна дама на черно поле d8 · черен цар на бяло поле e8 · черен топ на черно поле h8 · черна пешка на черно поле a7 · черна пешка на бяло поле b7 · черна пешка на черно поле c7 · черна пешка на бяло поле d7 · черна пешка на бяло поле f7 · черна пешка на черно поле g7 · черна пешка на бяло поле h7 · черна пешка на бяло поле e6 · черен кон на черно поле f6 · черен офицер на черно поле b4 · бяла пешка на бяло поле c4 · бяла пешка на черно поле d4 · бял кон на бяло поле f3 · бяла пешка на бяло поле a2 · бяла пешка на бяло поле c2 · бяла пешка на бяло поле e2 · бяла пешка на черно поле f2 · бяла пешка на бяло поле g2 · бяла пешка на черно поле h2 · бял топ на черно поле a1 · бял кон на бяло поле b1 · бял офицер на черно поле c1 · бяла дама на бяло поле d1 · бял цар на черно поле e1 · бял офицер на бяло поле f1 · бял топ на бяло поле h1 | черен топ на бяло поле a8 · черен кон на черно поле b8 · черен офицер на бяло поле c8 · черна дама на черно поле d8 · черен цар на бяло поле e8 · черен топ на черно поле h8 · черна пешка на черно поле a7 · черна пешка на бяло поле b7 · черна пешка на черно поле c7 · черна пешка на бяло поле d7 · черна пешка на бяло поле f7 · черна пешка на черно поле g7 · черна пешка на бяло поле h7 · черна пешка на бяло поле e6 · черен кон на черно поле f6 · черен офицер на черно поле b4 · бяла пешка на бяло поле c4 · бяла пешка на черно поле d4 · бял кон на бяло поле f3 · бяла пешка на бяло поле a2 · бяла пешка на бяло поле c2 · бяла пешка на бяло поле e2 · бяла пешка на черно поле f2 · бяла пешка на бяло поле g2 · бяла пешка на черно поле h2 · бял топ на черно поле a1 · бял кон на бяло поле b1 · бял офицер на черно поле c1 · бяла дама на бяло поле d1 · бял цар на черно поле e1 · бял офицер на бяло поле f1 · бял топ на бяло поле h1 | черен топ на бяло поле a8 · черен кон на черно поле b8 · черен офицер на бяло поле c8 · черна дама на черно поле d8 · черен цар на бяло поле e8 · черен топ на черно поле h8 · черна пешка на черно поле a7 · черна пешка на бяло поле b7 · черна пешка на черно поле c7 · черна пешка на бяло поле d7 · черна пешка на бяло поле f7 · черна пешка на черно поле g7 · черна пешка на бяло поле h7 · черна пешка на бяло поле e6 · черен кон на черно поле f6 · черен офицер на черно поле b4 · бяла пешка на бяло поле c4 · бяла пешка на черно поле d4 · бял кон на бяло поле f3 · бяла пешка на бяло поле a2 · бяла пешка на бяло поле c2 · бяла пешка на бяло поле e2 · бяла пешка на черно поле f2 · бяла пешка на бяло поле g2 · бяла пешка на черно поле h2 · бял топ на черно поле a1 · бял кон на бяло поле b1 · бял офицер на черно поле c1 · бяла дама на бяло поле d1 · бял цар на черно поле e1 · бял офицер на бяло поле f1 · бял топ на бяло поле h1 | черен топ на бяло поле a8 · черен кон на черно поле b8 · черен офицер на бяло поле c8 · черна дама на черно поле d8 · черен цар на бяло поле e8 · черен топ на черно поле h8 · черна пешка на черно поле a7 · черна пешка на бяло поле b7 · черна пешка на черно поле c7 · черна пешка на бяло поле d7 · черна пешка на бяло поле f7 · черна пешка на черно поле g7 · черна пешка на бяло поле h7 · черна пешка на бяло поле e6 · черен кон на черно поле f6 · черен офицер на черно поле b4 · бяла пешка на бяло поле c4 · бяла пешка на черно поле d4 · бял кон на бяло поле f3 · бяла пешка на бяло поле a2 · бяла пешка на бяло поле c2 · бяла пешка на бяло поле e2 · бяла пешка на черно поле f2 · бяла пешка на бяло поле g2 · бяла пешка на черно поле h2 · бял топ на черно поле a1 · бял кон на бяло поле b1 · бял офицер на черно поле c1 · бяла дама на бяло поле d1 · бял цар на черно поле e1 · бял офицер на бяло поле f1 · бял топ на бяло поле h1 | черен топ на бяло поле a8 · черен кон на черно поле b8 · черен офицер на бяло поле c8 · черна дама на черно поле d8 · черен цар на бяло поле e8 · черен топ на черно поле h8 · черна пешка на черно поле a7 · черна пешка на бяло поле b7 · черна пешка на черно поле c7 · черна пешка на бяло поле d7 · черна пешка на бяло поле f7 · черна пешка на черно поле g7 · черна пешка на бяло поле h7 · черна пешка на бяло поле e6 · черен кон на черно поле f6 · черен офицер на черно поле b4 · бяла пешка на бяло поле c4 · бяла пешка на черно поле d4 · бял кон на бяло поле f3 · бяла пешка на бяло поле a2 · бяла пешка на бяло поле c2 · бяла пешка на бяло поле e2 · бяла пешка на черно поле f2 · бяла пешка на бяло поле g2 · бяла пешка на черно поле h2 · бял топ на черно поле a1 · бял кон на бяло поле b1 · бял офицер на черно поле c1 · бяла дама на бяло поле d1 · бял цар на черно поле e1 · бял офицер на бяло поле f1 · бял топ на бяло поле h1 | черен топ на бяло поле a8 · черен кон на черно поле b8 · черен офицер на бяло поле c8 · черна дама на черно поле d8 · черен цар на бяло поле e8 · черен топ на черно поле h8 · черна пешка на черно поле a7 · черна пешка на бяло поле b7 · черна пешка на черно поле c7 · черна пешка на бяло поле d7 · черна пешка на бяло поле f7 · черна пешка на черно поле g7 · черна пешка на бяло поле h7 · черна пешка на бяло поле e6 · черен кон на черно поле f6 · черен офицер на черно поле b4 · бяла пешка на бяло поле c4 · бяла пешка на черно поле d4 · бял кон на бяло поле f3 · бяла пешка на бяло поле a2 · бяла пешка на бяло поле c2 · бяла пешка на бяло поле e2 · бяла пешка на черно поле f2 · бяла пешка на бяло поле g2 · бяла пешка на черно поле h2 · бял топ на черно поле a1 · бял кон на бяло поле b1 · бял офицер на черно поле c1 · бяла дама на бяло поле d1 · бял цар на черно поле e1 · бял офицер на бяло поле f1 · бял топ на бяло поле h1 | черен топ на бяло поле a8 · черен кон на черно поле b8 · черен офицер на бяло поле c8 · черна дама на черно поле d8 · черен цар на бяло поле e8 · черен топ на черно поле h8 · черна пешка на черно поле a7 · черна пешка на бяло поле b7 · черна пешка на черно поле c7 · черна пешка на бяло поле d7 · черна пешка на бяло поле f7 · черна пешка на черно поле g7 · черна пешка на бяло поле h7 · черна пешка на бяло поле e6 · черен кон на черно поле f6 · черен офицер на черно поле b4 · бяла пешка на бяло поле c4 · бяла пешка на черно поле d4 · бял кон на бяло поле f3 · бяла пешка на бяло поле a2 · бяла пешка на бяло поле c2 · бяла пешка на бяло поле e2 · бяла пешка на черно поле f2 · бяла пешка на бяло поле g2 · бяла пешка на черно поле h2 · бял топ на черно поле a1 · бял кон на бяло поле b1 · бял офицер на черно поле c1 · бяла дама на бяло поле d1 · бял цар на черно поле e1 · бял офицер на бяло поле f1 · бял топ на бяло поле h1 | черен топ на бяло поле a8 · черен кон на черно поле b8 · черен офицер на бяло поле c8 · черна дама на черно поле d8 · черен цар на бяло поле e8 · черен топ на черно поле h8 · черна пешка на черно поле a7 · черна пешка на бяло поле b7 · черна пешка на черно поле c7 · черна пешка на бяло поле d7 · черна пешка на бяло поле f7 · черна пешка на черно поле g7 · черна пешка на бяло поле h7 · черна пешка на бяло поле e6 · черен кон на черно поле f6 · черен офицер на черно поле b4 · бяла пешка на бяло поле c4 · бяла пешка на черно поле d4 · бял кон на бяло поле f3 · бяла пешка на бяло поле a2 · бяла пешка на бяло поле c2 · бяла пешка на бяло поле e2 · бяла пешка на черно поле f2 · бяла пешка на бяло поле g2 · бяла пешка на черно поле h2 · бял топ на черно поле a1 · бял кон на бяло поле b1 · бял офицер на черно поле c1 · бяла дама на бяло поле d1 · бял цар на черно поле e1 · бял офицер на бяло поле f1 · бял топ на бяло поле h1 | 8 |
| 7 | черен топ на бяло поле a8 · черен кон на черно поле b8 · черен офицер на бяло поле c8 · черна дама на черно поле d8 · черен цар на бяло поле e8 · черен топ на черно поле h8 · черна пешка на черно поле a7 · черна пешка на бяло поле b7 · черна пешка на черно поле c7 · черна пешка на бяло поле d7 · черна пешка на бяло поле f7 · черна пешка на черно поле g7 · черна пешка на бяло поле h7 · черна пешка на бяло поле e6 · черен кон на черно поле f6 · черен офицер на черно поле b4 · бяла пешка на бяло поле c4 · бяла пешка на черно поле d4 · бял кон на бяло поле f3 · бяла пешка на бяло поле a2 · бяла пешка на бяло поле c2 · бяла пешка на бяло поле e2 · бяла пешка на черно поле f2 · бяла пешка на бяло поле g2 · бяла пешка на черно поле h2 · бял топ на черно поле a1 · бял кон на бяло поле b1 · бял офицер на черно поле c1 · бяла дама на бяло поле d1 · бял цар на черно поле e1 · бял офицер на бяло поле f1 · бял топ на бяло поле h1 | черен топ на бяло поле a8 · черен кон на черно поле b8 · черен офицер на бяло поле c8 · черна дама на черно поле d8 · черен цар на бяло поле e8 · черен топ на черно поле h8 · черна пешка на черно поле a7 · черна пешка на бяло поле b7 · черна пешка на черно поле c7 · черна пешка на бяло поле d7 · черна пешка на бяло поле f7 · черна пешка на черно поле g7 · черна пешка на бяло поле h7 · черна пешка на бяло поле e6 · черен кон на черно поле f6 · черен офицер на черно поле b4 · бяла пешка на бяло поле c4 · бяла пешка на черно поле d4 · бял кон на бяло поле f3 · бяла пешка на бяло поле a2 · бяла пешка на бяло поле c2 · бяла пешка на бяло поле e2 · бяла пешка на черно поле f2 · бяла пешка на бяло поле g2 · бяла пешка на черно поле h2 · бял топ на черно поле a1 · бял кон на бяло поле b1 · бял офицер на черно поле c1 · бяла дама на бяло поле d1 · бял цар на черно поле e1 · бял офицер на бяло поле f1 · бял топ на бяло поле h1 | черен топ на бяло поле a8 · черен кон на черно поле b8 · черен офицер на бяло поле c8 · черна дама на черно поле d8 · черен цар на бяло поле e8 · черен топ на черно поле h8 · черна пешка на черно поле a7 · черна пешка на бяло поле b7 · черна пешка на черно поле c7 · черна пешка на бяло поле d7 · черна пешка на бяло поле f7 · черна пешка на черно поле g7 · черна пешка на бяло поле h7 · черна пешка на бяло поле e6 · черен кон на черно поле f6 · черен офицер на черно поле b4 · бяла пешка на бяло поле c4 · бяла пешка на черно поле d4 · бял кон на бяло поле f3 · бяла пешка на бяло поле a2 · бяла пешка на бяло поле c2 · бяла пешка на бяло поле e2 · бяла пешка на черно поле f2 · бяла пешка на бяло поле g2 · бяла пешка на черно поле h2 · бял топ на черно поле a1 · бял кон на бяло поле b1 · бял офицер на черно поле c1 · бяла дама на бяло поле d1 · бял цар на черно поле e1 · бял офицер на бяло поле f1 · бял топ на бяло поле h1 | черен топ на бяло поле a8 · черен кон на черно поле b8 · черен офицер на бяло поле c8 · черна дама на черно поле d8 · черен цар на бяло поле e8 · черен топ на черно поле h8 · черна пешка на черно поле a7 · черна пешка на бяло поле b7 · черна пешка на черно поле c7 · черна пешка на бяло поле d7 · черна пешка на бяло поле f7 · черна пешка на черно поле g7 · черна пешка на бяло поле h7 · черна пешка на бяло поле e6 · черен кон на черно поле f6 · черен офицер на черно поле b4 · бяла пешка на бяло поле c4 · бяла пешка на черно поле d4 · бял кон на бяло поле f3 · бяла пешка на бяло поле a2 · бяла пешка на бяло поле c2 · бяла пешка на бяло поле e2 · бяла пешка на черно поле f2 · бяла пешка на бяло поле g2 · бяла пешка на черно поле h2 · бял топ на черно поле a1 · бял кон на бяло поле b1 · бял офицер на черно поле c1 · бяла дама на бяло поле d1 · бял цар на черно поле e1 · бял офицер на бяло поле f1 · бял топ на бяло поле h1 | черен топ на бяло поле a8 · черен кон на черно поле b8 · черен офицер на бяло поле c8 · черна дама на черно поле d8 · черен цар на бяло поле e8 · черен топ на черно поле h8 · черна пешка на черно поле a7 · черна пешка на бяло поле b7 · черна пешка на черно поле c7 · черна пешка на бяло поле d7 · черна пешка на бяло поле f7 · черна пешка на черно поле g7 · черна пешка на бяло поле h7 · черна пешка на бяло поле e6 · черен кон на черно поле f6 · черен офицер на черно поле b4 · бяла пешка на бяло поле c4 · бяла пешка на черно поле d4 · бял кон на бяло поле f3 · бяла пешка на бяло поле a2 · бяла пешка на бяло поле c2 · бяла пешка на бяло поле e2 · бяла пешка на черно поле f2 · бяла пешка на бяло поле g2 · бяла пешка на черно поле h2 · бял топ на черно поле a1 · бял кон на бяло поле b1 · бял офицер на черно поле c1 · бяла дама на бяло поле d1 · бял цар на черно поле e1 · бял офицер на бяло поле f1 · бял топ на бяло поле h1 | черен топ на бяло поле a8 · черен кон на черно поле b8 · черен офицер на бяло поле c8 · черна дама на черно поле d8 · черен цар на бяло поле e8 · черен топ на черно поле h8 · черна пешка на черно поле a7 · черна пешка на бяло поле b7 · черна пешка на черно поле c7 · черна пешка на бяло поле d7 · черна пешка на бяло поле f7 · черна пешка на черно поле g7 · черна пешка на бяло поле h7 · черна пешка на бяло поле e6 · черен кон на черно поле f6 · черен офицер на черно поле b4 · бяла пешка на бяло поле c4 · бяла пешка на черно поле d4 · бял кон на бяло поле f3 · бяла пешка на бяло поле a2 · бяла пешка на бяло поле c2 · бяла пешка на бяло поле e2 · бяла пешка на черно поле f2 · бяла пешка на бяло поле g2 · бяла пешка на черно поле h2 · бял топ на черно поле a1 · бял кон на бяло поле b1 · бял офицер на черно поле c1 · бяла дама на бяло поле d1 · бял цар на черно поле e1 · бял офицер на бяло поле f1 · бял топ на бяло поле h1 | черен топ на бяло поле a8 · черен кон на черно поле b8 · черен офицер на бяло поле c8 · черна дама на черно поле d8 · черен цар на бяло поле e8 · черен топ на черно поле h8 · черна пешка на черно поле a7 · черна пешка на бяло поле b7 · черна пешка на черно поле c7 · черна пешка на бяло поле d7 · черна пешка на бяло поле f7 · черна пешка на черно поле g7 · черна пешка на бяло поле h7 · черна пешка на бяло поле e6 · черен кон на черно поле f6 · черен офицер на черно поле b4 · бяла пешка на бяло поле c4 · бяла пешка на черно поле d4 · бял кон на бяло поле f3 · бяла пешка на бяло поле a2 · бяла пешка на бяло поле c2 · бяла пешка на бяло поле e2 · бяла пешка на черно поле f2 · бяла пешка на бяло поле g2 · бяла пешка на черно поле h2 · бял топ на черно поле a1 · бял кон на бяло поле b1 · бял офицер на черно поле c1 · бяла дама на бяло поле d1 · бял цар на черно поле e1 · бял офицер на бяло поле f1 · бял топ на бяло поле h1 | черен топ на бяло поле a8 · черен кон на черно поле b8 · черен офицер на бяло поле c8 · черна дама на черно поле d8 · черен цар на бяло поле e8 · черен топ на черно поле h8 · черна пешка на черно поле a7 · черна пешка на бяло поле b7 · черна пешка на черно поле c7 · черна пешка на бяло поле d7 · черна пешка на бяло поле f7 · черна пешка на черно поле g7 · черна пешка на бяло поле h7 · черна пешка на бяло поле e6 · черен кон на черно поле f6 · черен офицер на черно поле b4 · бяла пешка на бяло поле c4 · бяла пешка на черно поле d4 · бял кон на бяло поле f3 · бяла пешка на бяло поле a2 · бяла пешка на бяло поле c2 · бяла пешка на бяло поле e2 · бяла пешка на черно поле f2 · бяла пешка на бяло поле g2 · бяла пешка на черно поле h2 · бял топ на черно поле a1 · бял кон на бяло поле b1 · бял офицер на черно поле c1 · бяла дама на бяло поле d1 · бял цар на черно поле e1 · бял офицер на бяло поле f1 · бял топ на бяло поле h1 | 7 |
| 6 | черен топ на бяло поле a8 · черен кон на черно поле b8 · черен офицер на бяло поле c8 · черна дама на черно поле d8 · черен цар на бяло поле e8 · черен топ на черно поле h8 · черна пешка на черно поле a7 · черна пешка на бяло поле b7 · черна пешка на черно поле c7 · черна пешка на бяло поле d7 · черна пешка на бяло поле f7 · черна пешка на черно поле g7 · черна пешка на бяло поле h7 · черна пешка на бяло поле e6 · черен кон на черно поле f6 · черен офицер на черно поле b4 · бяла пешка на бяло поле c4 · бяла пешка на черно поле d4 · бял кон на бяло поле f3 · бяла пешка на бяло поле a2 · бяла пешка на бяло поле c2 · бяла пешка на бяло поле e2 · бяла пешка на черно поле f2 · бяла пешка на бяло поле g2 · бяла пешка на черно поле h2 · бял топ на черно поле a1 · бял кон на бяло поле b1 · бял офицер на черно поле c1 · бяла дама на бяло поле d1 · бял цар на черно поле e1 · бял офицер на бяло поле f1 · бял топ на бяло поле h1 | черен топ на бяло поле a8 · черен кон на черно поле b8 · черен офицер на бяло поле c8 · черна дама на черно поле d8 · черен цар на бяло поле e8 · черен топ на черно поле h8 · черна пешка на черно поле a7 · черна пешка на бяло поле b7 · черна пешка на черно поле c7 · черна пешка на бяло поле d7 · черна пешка на бяло поле f7 · черна пешка на черно поле g7 · черна пешка на бяло поле h7 · черна пешка на бяло поле e6 · черен кон на черно поле f6 · черен офицер на черно поле b4 · бяла пешка на бяло поле c4 · бяла пешка на черно поле d4 · бял кон на бяло поле f3 · бяла пешка на бяло поле a2 · бяла пешка на бяло поле c2 · бяла пешка на бяло поле e2 · бяла пешка на черно поле f2 · бяла пешка на бяло поле g2 · бяла пешка на черно поле h2 · бял топ на черно поле a1 · бял кон на бяло поле b1 · бял офицер на черно поле c1 · бяла дама на бяло поле d1 · бял цар на черно поле e1 · бял офицер на бяло поле f1 · бял топ на бяло поле h1 | черен топ на бяло поле a8 · черен кон на черно поле b8 · черен офицер на бяло поле c8 · черна дама на черно поле d8 · черен цар на бяло поле e8 · черен топ на черно поле h8 · черна пешка на черно поле a7 · черна пешка на бяло поле b7 · черна пешка на черно поле c7 · черна пешка на бяло поле d7 · черна пешка на бяло поле f7 · черна пешка на черно поле g7 · черна пешка на бяло поле h7 · черна пешка на бяло поле e6 · черен кон на черно поле f6 · черен офицер на черно поле b4 · бяла пешка на бяло поле c4 · бяла пешка на черно поле d4 · бял кон на бяло поле f3 · бяла пешка на бяло поле a2 · бяла пешка на бяло поле c2 · бяла пешка на бяло поле e2 · бяла пешка на черно поле f2 · бяла пешка на бяло поле g2 · бяла пешка на черно поле h2 · бял топ на черно поле a1 · бял кон на бяло поле b1 · бял офицер на черно поле c1 · бяла дама на бяло поле d1 · бял цар на черно поле e1 · бял офицер на бяло поле f1 · бял топ на бяло поле h1 | черен топ на бяло поле a8 · черен кон на черно поле b8 · черен офицер на бяло поле c8 · черна дама на черно поле d8 · черен цар на бяло поле e8 · черен топ на черно поле h8 · черна пешка на черно поле a7 · черна пешка на бяло поле b7 · черна пешка на черно поле c7 · черна пешка на бяло поле d7 · черна пешка на бяло поле f7 · черна пешка на черно поле g7 · черна пешка на бяло поле h7 · черна пешка на бяло поле e6 · черен кон на черно поле f6 · черен офицер на черно поле b4 · бяла пешка на бяло поле c4 · бяла пешка на черно поле d4 · бял кон на бяло поле f3 · бяла пешка на бяло поле a2 · бяла пешка на бяло поле c2 · бяла пешка на бяло поле e2 · бяла пешка на черно поле f2 · бяла пешка на бяло поле g2 · бяла пешка на черно поле h2 · бял топ на черно поле a1 · бял кон на бяло поле b1 · бял офицер на черно поле c1 · бяла дама на бяло поле d1 · бял цар на черно поле e1 · бял офицер на бяло поле f1 · бял топ на бяло поле h1 | черен топ на бяло поле a8 · черен кон на черно поле b8 · черен офицер на бяло поле c8 · черна дама на черно поле d8 · черен цар на бяло поле e8 · черен топ на черно поле h8 · черна пешка на черно поле a7 · черна пешка на бяло поле b7 · черна пешка на черно поле c7 · черна пешка на бяло поле d7 · черна пешка на бяло поле f7 · черна пешка на черно поле g7 · черна пешка на бяло поле h7 · черна пешка на бяло поле e6 · черен кон на черно поле f6 · черен офицер на черно поле b4 · бяла пешка на бяло поле c4 · бяла пешка на черно поле d4 · бял кон на бяло поле f3 · бяла пешка на бяло поле a2 · бяла пешка на бяло поле c2 · бяла пешка на бяло поле e2 · бяла пешка на черно поле f2 · бяла пешка на бяло поле g2 · бяла пешка на черно поле h2 · бял топ на черно поле a1 · бял кон на бяло поле b1 · бял офицер на черно поле c1 · бяла дама на бяло поле d1 · бял цар на черно поле e1 · бял офицер на бяло поле f1 · бял топ на бяло поле h1 | черен топ на бяло поле a8 · черен кон на черно поле b8 · черен офицер на бяло поле c8 · черна дама на черно поле d8 · черен цар на бяло поле e8 · черен топ на черно поле h8 · черна пешка на черно поле a7 · черна пешка на бяло поле b7 · черна пешка на черно поле c7 · черна пешка на бяло поле d7 · черна пешка на бяло поле f7 · черна пешка на черно поле g7 · черна пешка на бяло поле h7 · черна пешка на бяло поле e6 · черен кон на черно поле f6 · черен офицер на черно поле b4 · бяла пешка на бяло поле c4 · бяла пешка на черно поле d4 · бял кон на бяло поле f3 · бяла пешка на бяло поле a2 · бяла пешка на бяло поле c2 · бяла пешка на бяло поле e2 · бяла пешка на черно поле f2 · бяла пешка на бяло поле g2 · бяла пешка на черно поле h2 · бял топ на черно поле a1 · бял кон на бяло поле b1 · бял офицер на черно поле c1 · бяла дама на бяло поле d1 · бял цар на черно поле e1 · бял офицер на бяло поле f1 · бял топ на бяло поле h1 | черен топ на бяло поле a8 · черен кон на черно поле b8 · черен офицер на бяло поле c8 · черна дама на черно поле d8 · черен цар на бяло поле e8 · черен топ на черно поле h8 · черна пешка на черно поле a7 · черна пешка на бяло поле b7 · черна пешка на черно поле c7 · черна пешка на бяло поле d7 · черна пешка на бяло поле f7 · черна пешка на черно поле g7 · черна пешка на бяло поле h7 · черна пешка на бяло поле e6 · черен кон на черно поле f6 · черен офицер на черно поле b4 · бяла пешка на бяло поле c4 · бяла пешка на черно поле d4 · бял кон на бяло поле f3 · бяла пешка на бяло поле a2 · бяла пешка на бяло поле c2 · бяла пешка на бяло поле e2 · бяла пешка на черно поле f2 · бяла пешка на бяло поле g2 · бяла пешка на черно поле h2 · бял топ на черно поле a1 · бял кон на бяло поле b1 · бял офицер на черно поле c1 · бяла дама на бяло поле d1 · бял цар на черно поле e1 · бял офицер на бяло поле f1 · бял топ на бяло поле h1 | черен топ на бяло поле a8 · черен кон на черно поле b8 · черен офицер на бяло поле c8 · черна дама на черно поле d8 · черен цар на бяло поле e8 · черен топ на черно поле h8 · черна пешка на черно поле a7 · черна пешка на бяло поле b7 · черна пешка на черно поле c7 · черна пешка на бяло поле d7 · черна пешка на бяло поле f7 · черна пешка на черно поле g7 · черна пешка на бяло поле h7 · черна пешка на бяло поле e6 · черен кон на черно поле f6 · черен офицер на черно поле b4 · бяла пешка на бяло поле c4 · бяла пешка на черно поле d4 · бял кон на бяло поле f3 · бяла пешка на бяло поле a2 · бяла пешка на бяло поле c2 · бяла пешка на бяло поле e2 · бяла пешка на черно поле f2 · бяла пешка на бяло поле g2 · бяла пешка на черно поле h2 · бял топ на черно поле a1 · бял кон на бяло поле b1 · бял офицер на черно поле c1 · бяла дама на бяло поле d1 · бял цар на черно поле e1 · бял офицер на бяло поле f1 · бял топ на бяло поле h1 | 6 |
| 5 | черен топ на бяло поле a8 · черен кон на черно поле b8 · черен офицер на бяло поле c8 · черна дама на черно поле d8 · черен цар на бяло поле e8 · черен топ на черно поле h8 · черна пешка на черно поле a7 · черна пешка на бяло поле b7 · черна пешка на черно поле c7 · черна пешка на бяло поле d7 · черна пешка на бяло поле f7 · черна пешка на черно поле g7 · черна пешка на бяло поле h7 · черна пешка на бяло поле e6 · черен кон на черно поле f6 · черен офицер на черно поле b4 · бяла пешка на бяло поле c4 · бяла пешка на черно поле d4 · бял кон на бяло поле f3 · бяла пешка на бяло поле a2 · бяла пешка на бяло поле c2 · бяла пешка на бяло поле e2 · бяла пешка на черно поле f2 · бяла пешка на бяло поле g2 · бяла пешка на черно поле h2 · бял топ на черно поле a1 · бял кон на бяло поле b1 · бял офицер на черно поле c1 · бяла дама на бяло поле d1 · бял цар на черно поле e1 · бял офицер на бяло поле f1 · бял топ на бяло поле h1 | черен топ на бяло поле a8 · черен кон на черно поле b8 · черен офицер на бяло поле c8 · черна дама на черно поле d8 · черен цар на бяло поле e8 · черен топ на черно поле h8 · черна пешка на черно поле a7 · черна пешка на бяло поле b7 · черна пешка на черно поле c7 · черна пешка на бяло поле d7 · черна пешка на бяло поле f7 · черна пешка на черно поле g7 · черна пешка на бяло поле h7 · черна пешка на бяло поле e6 · черен кон на черно поле f6 · черен офицер на черно поле b4 · бяла пешка на бяло поле c4 · бяла пешка на черно поле d4 · бял кон на бяло поле f3 · бяла пешка на бяло поле a2 · бяла пешка на бяло поле c2 · бяла пешка на бяло поле e2 · бяла пешка на черно поле f2 · бяла пешка на бяло поле g2 · бяла пешка на черно поле h2 · бял топ на черно поле a1 · бял кон на бяло поле b1 · бял офицер на черно поле c1 · бяла дама на бяло поле d1 · бял цар на черно поле e1 · бял офицер на бяло поле f1 · бял топ на бяло поле h1 | черен топ на бяло поле a8 · черен кон на черно поле b8 · черен офицер на бяло поле c8 · черна дама на черно поле d8 · черен цар на бяло поле e8 · черен топ на черно поле h8 · черна пешка на черно поле a7 · черна пешка на бяло поле b7 · черна пешка на черно поле c7 · черна пешка на бяло поле d7 · черна пешка на бяло поле f7 · черна пешка на черно поле g7 · черна пешка на бяло поле h7 · черна пешка на бяло поле e6 · черен кон на черно поле f6 · черен офицер на черно поле b4 · бяла пешка на бяло поле c4 · бяла пешка на черно поле d4 · бял кон на бяло поле f3 · бяла пешка на бяло поле a2 · бяла пешка на бяло поле c2 · бяла пешка на бяло поле e2 · бяла пешка на черно поле f2 · бяла пешка на бяло поле g2 · бяла пешка на черно поле h2 · бял топ на черно поле a1 · бял кон на бяло поле b1 · бял офицер на черно поле c1 · бяла дама на бяло поле d1 · бял цар на черно поле e1 · бял офицер на бяло поле f1 · бял топ на бяло поле h1 | черен топ на бяло поле a8 · черен кон на черно поле b8 · черен офицер на бяло поле c8 · черна дама на черно поле d8 · черен цар на бяло поле e8 · черен топ на черно поле h8 · черна пешка на черно поле a7 · черна пешка на бяло поле b7 · черна пешка на черно поле c7 · черна пешка на бяло поле d7 · черна пешка на бяло поле f7 · черна пешка на черно поле g7 · черна пешка на бяло поле h7 · черна пешка на бяло поле e6 · черен кон на черно поле f6 · черен офицер на черно поле b4 · бяла пешка на бяло поле c4 · бяла пешка на черно поле d4 · бял кон на бяло поле f3 · бяла пешка на бяло поле a2 · бяла пешка на бяло поле c2 · бяла пешка на бяло поле e2 · бяла пешка на черно поле f2 · бяла пешка на бяло поле g2 · бяла пешка на черно поле h2 · бял топ на черно поле a1 · бял кон на бяло поле b1 · бял офицер на черно поле c1 · бяла дама на бяло поле d1 · бял цар на черно поле e1 · бял офицер на бяло поле f1 · бял топ на бяло поле h1 | черен топ на бяло поле a8 · черен кон на черно поле b8 · черен офицер на бяло поле c8 · черна дама на черно поле d8 · черен цар на бяло поле e8 · черен топ на черно поле h8 · черна пешка на черно поле a7 · черна пешка на бяло поле b7 · черна пешка на черно поле c7 · черна пешка на бяло поле d7 · черна пешка на бяло поле f7 · черна пешка на черно поле g7 · черна пешка на бяло поле h7 · черна пешка на бяло поле e6 · черен кон на черно поле f6 · черен офицер на черно поле b4 · бяла пешка на бяло поле c4 · бяла пешка на черно поле d4 · бял кон на бяло поле f3 · бяла пешка на бяло поле a2 · бяла пешка на бяло поле c2 · бяла пешка на бяло поле e2 · бяла пешка на черно поле f2 · бяла пешка на бяло поле g2 · бяла пешка на черно поле h2 · бял топ на черно поле a1 · бял кон на бяло поле b1 · бял офицер на черно поле c1 · бяла дама на бяло поле d1 · бял цар на черно поле e1 · бял офицер на бяло поле f1 · бял топ на бяло поле h1 | черен топ на бяло поле a8 · черен кон на черно поле b8 · черен офицер на бяло поле c8 · черна дама на черно поле d8 · черен цар на бяло поле e8 · черен топ на черно поле h8 · черна пешка на черно поле a7 · черна пешка на бяло поле b7 · черна пешка на черно поле c7 · черна пешка на бяло поле d7 · черна пешка на бяло поле f7 · черна пешка на черно поле g7 · черна пешка на бяло поле h7 · черна пешка на бяло поле e6 · черен кон на черно поле f6 · черен офицер на черно поле b4 · бяла пешка на бяло поле c4 · бяла пешка на черно поле d4 · бял кон на бяло поле f3 · бяла пешка на бяло поле a2 · бяла пешка на бяло поле c2 · бяла пешка на бяло поле e2 · бяла пешка на черно поле f2 · бяла пешка на бяло поле g2 · бяла пешка на черно поле h2 · бял топ на черно поле a1 · бял кон на бяло поле b1 · бял офицер на черно поле c1 · бяла дама на бяло поле d1 · бял цар на черно поле e1 · бял офицер на бяло поле f1 · бял топ на бяло поле h1 | черен топ на бяло поле a8 · черен кон на черно поле b8 · черен офицер на бяло поле c8 · черна дама на черно поле d8 · черен цар на бяло поле e8 · черен топ на черно поле h8 · черна пешка на черно поле a7 · черна пешка на бяло поле b7 · черна пешка на черно поле c7 · черна пешка на бяло поле d7 · черна пешка на бяло поле f7 · черна пешка на черно поле g7 · черна пешка на бяло поле h7 · черна пешка на бяло поле e6 · черен кон на черно поле f6 · черен офицер на черно поле b4 · бяла пешка на бяло поле c4 · бяла пешка на черно поле d4 · бял кон на бяло поле f3 · бяла пешка на бяло поле a2 · бяла пешка на бяло поле c2 · бяла пешка на бяло поле e2 · бяла пешка на черно поле f2 · бяла пешка на бяло поле g2 · бяла пешка на черно поле h2 · бял топ на черно поле a1 · бял кон на бяло поле b1 · бял офицер на черно поле c1 · бяла дама на бяло поле d1 · бял цар на черно поле e1 · бял офицер на бяло поле f1 · бял топ на бяло поле h1 | черен топ на бяло поле a8 · черен кон на черно поле b8 · черен офицер на бяло поле c8 · черна дама на черно поле d8 · черен цар на бяло поле e8 · черен топ на черно поле h8 · черна пешка на черно поле a7 · черна пешка на бяло поле b7 · черна пешка на черно поле c7 · черна пешка на бяло поле d7 · черна пешка на бяло поле f7 · черна пешка на черно поле g7 · черна пешка на бяло поле h7 · черна пешка на бяло поле e6 · черен кон на черно поле f6 · черен офицер на черно поле b4 · бяла пешка на бяло поле c4 · бяла пешка на черно поле d4 · бял кон на бяло поле f3 · бяла пешка на бяло поле a2 · бяла пешка на бяло поле c2 · бяла пешка на бяло поле e2 · бяла пешка на черно поле f2 · бяла пешка на бяло поле g2 · бяла пешка на черно поле h2 · бял топ на черно поле a1 · бял кон на бяло поле b1 · бял офицер на черно поле c1 · бяла дама на бяло поле d1 · бял цар на черно поле e1 · бял офицер на бяло поле f1 · бял топ на бяло поле h1 | 5 |
| 4 | черен топ на бяло поле a8 · черен кон на черно поле b8 · черен офицер на бяло поле c8 · черна дама на черно поле d8 · черен цар на бяло поле e8 · черен топ на черно поле h8 · черна пешка на черно поле a7 · черна пешка на бяло поле b7 · черна пешка на черно поле c7 · черна пешка на бяло поле d7 · черна пешка на бяло поле f7 · черна пешка на черно поле g7 · черна пешка на бяло поле h7 · черна пешка на бяло поле e6 · черен кон на черно поле f6 · черен офицер на черно поле b4 · бяла пешка на бяло поле c4 · бяла пешка на черно поле d4 · бял кон на бяло поле f3 · бяла пешка на бяло поле a2 · бяла пешка на бяло поле c2 · бяла пешка на бяло поле e2 · бяла пешка на черно поле f2 · бяла пешка на бяло поле g2 · бяла пешка на черно поле h2 · бял топ на черно поле a1 · бял кон на бяло поле b1 · бял офицер на черно поле c1 · бяла дама на бяло поле d1 · бял цар на черно поле e1 · бял офицер на бяло поле f1 · бял топ на бяло поле h1 | черен топ на бяло поле a8 · черен кон на черно поле b8 · черен офицер на бяло поле c8 · черна дама на черно поле d8 · черен цар на бяло поле e8 · черен топ на черно поле h8 · черна пешка на черно поле a7 · черна пешка на бяло поле b7 · черна пешка на черно поле c7 · черна пешка на бяло поле d7 · черна пешка на бяло поле f7 · черна пешка на черно поле g7 · черна пешка на бяло поле h7 · черна пешка на бяло поле e6 · черен кон на черно поле f6 · черен офицер на черно поле b4 · бяла пешка на бяло поле c4 · бяла пешка на черно поле d4 · бял кон на бяло поле f3 · бяла пешка на бяло поле a2 · бяла пешка на бяло поле c2 · бяла пешка на бяло поле e2 · бяла пешка на черно поле f2 · бяла пешка на бяло поле g2 · бяла пешка на черно поле h2 · бял топ на черно поле a1 · бял кон на бяло поле b1 · бял офицер на черно поле c1 · бяла дама на бяло поле d1 · бял цар на черно поле e1 · бял офицер на бяло поле f1 · бял топ на бяло поле h1 | черен топ на бяло поле a8 · черен кон на черно поле b8 · черен офицер на бяло поле c8 · черна дама на черно поле d8 · черен цар на бяло поле e8 · черен топ на черно поле h8 · черна пешка на черно поле a7 · черна пешка на бяло поле b7 · черна пешка на черно поле c7 · черна пешка на бяло поле d7 · черна пешка на бяло поле f7 · черна пешка на черно поле g7 · черна пешка на бяло поле h7 · черна пешка на бяло поле e6 · черен кон на черно поле f6 · черен офицер на черно поле b4 · бяла пешка на бяло поле c4 · бяла пешка на черно поле d4 · бял кон на бяло поле f3 · бяла пешка на бяло поле a2 · бяла пешка на бяло поле c2 · бяла пешка на бяло поле e2 · бяла пешка на черно поле f2 · бяла пешка на бяло поле g2 · бяла пешка на черно поле h2 · бял топ на черно поле a1 · бял кон на бяло поле b1 · бял офицер на черно поле c1 · бяла дама на бяло поле d1 · бял цар на черно поле e1 · бял офицер на бяло поле f1 · бял топ на бяло поле h1 | черен топ на бяло поле a8 · черен кон на черно поле b8 · черен офицер на бяло поле c8 · черна дама на черно поле d8 · черен цар на бяло поле e8 · черен топ на черно поле h8 · черна пешка на черно поле a7 · черна пешка на бяло поле b7 · черна пешка на черно поле c7 · черна пешка на бяло поле d7 · черна пешка на бяло поле f7 · черна пешка на черно поле g7 · черна пешка на бяло поле h7 · черна пешка на бяло поле e6 · черен кон на черно поле f6 · черен офицер на черно поле b4 · бяла пешка на бяло поле c4 · бяла пешка на черно поле d4 · бял кон на бяло поле f3 · бяла пешка на бяло поле a2 · бяла пешка на бяло поле c2 · бяла пешка на бяло поле e2 · бяла пешка на черно поле f2 · бяла пешка на бяло поле g2 · бяла пешка на черно поле h2 · бял топ на черно поле a1 · бял кон на бяло поле b1 · бял офицер на черно поле c1 · бяла дама на бяло поле d1 · бял цар на черно поле e1 · бял офицер на бяло поле f1 · бял топ на бяло поле h1 | черен топ на бяло поле a8 · черен кон на черно поле b8 · черен офицер на бяло поле c8 · черна дама на черно поле d8 · черен цар на бяло поле e8 · черен топ на черно поле h8 · черна пешка на черно поле a7 · черна пешка на бяло поле b7 · черна пешка на черно поле c7 · черна пешка на бяло поле d7 · черна пешка на бяло поле f7 · черна пешка на черно поле g7 · черна пешка на бяло поле h7 · черна пешка на бяло поле e6 · черен кон на черно поле f6 · черен офицер на черно поле b4 · бяла пешка на бяло поле c4 · бяла пешка на черно поле d4 · бял кон на бяло поле f3 · бяла пешка на бяло поле a2 · бяла пешка на бяло поле c2 · бяла пешка на бяло поле e2 · бяла пешка на черно поле f2 · бяла пешка на бяло поле g2 · бяла пешка на черно поле h2 · бял топ на черно поле a1 · бял кон на бяло поле b1 · бял офицер на черно поле c1 · бяла дама на бяло поле d1 · бял цар на черно поле e1 · бял офицер на бяло поле f1 · бял топ на бяло поле h1 | черен топ на бяло поле a8 · черен кон на черно поле b8 · черен офицер на бяло поле c8 · черна дама на черно поле d8 · черен цар на бяло поле e8 · черен топ на черно поле h8 · черна пешка на черно поле a7 · черна пешка на бяло поле b7 · черна пешка на черно поле c7 · черна пешка на бяло поле d7 · черна пешка на бяло поле f7 · черна пешка на черно поле g7 · черна пешка на бяло поле h7 · черна пешка на бяло поле e6 · черен кон на черно поле f6 · черен офицер на черно поле b4 · бяла пешка на бяло поле c4 · бяла пешка на черно поле d4 · бял кон на бяло поле f3 · бяла пешка на бяло поле a2 · бяла пешка на бяло поле c2 · бяла пешка на бяло поле e2 · бяла пешка на черно поле f2 · бяла пешка на бяло поле g2 · бяла пешка на черно поле h2 · бял топ на черно поле a1 · бял кон на бяло поле b1 · бял офицер на черно поле c1 · бяла дама на бяло поле d1 · бял цар на черно поле e1 · бял офицер на бяло поле f1 · бял топ на бяло поле h1 | черен топ на бяло поле a8 · черен кон на черно поле b8 · черен офицер на бяло поле c8 · черна дама на черно поле d8 · черен цар на бяло поле e8 · черен топ на черно поле h8 · черна пешка на черно поле a7 · черна пешка на бяло поле b7 · черна пешка на черно поле c7 · черна пешка на бяло поле d7 · черна пешка на бяло поле f7 · черна пешка на черно поле g7 · черна пешка на бяло поле h7 · черна пешка на бяло поле e6 · черен кон на черно поле f6 · черен офицер на черно поле b4 · бяла пешка на бяло поле c4 · бяла пешка на черно поле d4 · бял кон на бяло поле f3 · бяла пешка на бяло поле a2 · бяла пешка на бяло поле c2 · бяла пешка на бяло поле e2 · бяла пешка на черно поле f2 · бяла пешка на бяло поле g2 · бяла пешка на черно поле h2 · бял топ на черно поле a1 · бял кон на бяло поле b1 · бял офицер на черно поле c1 · бяла дама на бяло поле d1 · бял цар на черно поле e1 · бял офицер на бяло поле f1 · бял топ на бяло поле h1 | черен топ на бяло поле a8 · черен кон на черно поле b8 · черен офицер на бяло поле c8 · черна дама на черно поле d8 · черен цар на бяло поле e8 · черен топ на черно поле h8 · черна пешка на черно поле a7 · черна пешка на бяло поле b7 · черна пешка на черно поле c7 · черна пешка на бяло поле d7 · черна пешка на бяло поле f7 · черна пешка на черно поле g7 · черна пешка на бяло поле h7 · черна пешка на бяло поле e6 · черен кон на черно поле f6 · черен офицер на черно поле b4 · бяла пешка на бяло поле c4 · бяла пешка на черно поле d4 · бял кон на бяло поле f3 · бяла пешка на бяло поле a2 · бяла пешка на бяло поле c2 · бяла пешка на бяло поле e2 · бяла пешка на черно поле f2 · бяла пешка на бяло поле g2 · бяла пешка на черно поле h2 · бял топ на черно поле a1 · бял кон на бяло поле b1 · бял офицер на черно поле c1 · бяла дама на бяло поле d1 · бял цар на черно поле e1 · бял офицер на бяло поле f1 · бял топ на бяло поле h1 | 4 |
| 3 | черен топ на бяло поле a8 · черен кон на черно поле b8 · черен офицер на бяло поле c8 · черна дама на черно поле d8 · черен цар на бяло поле e8 · черен топ на черно поле h8 · черна пешка на черно поле a7 · черна пешка на бяло поле b7 · черна пешка на черно поле c7 · черна пешка на бяло поле d7 · черна пешка на бяло поле f7 · черна пешка на черно поле g7 · черна пешка на бяло поле h7 · черна пешка на бяло поле e6 · черен кон на черно поле f6 · черен офицер на черно поле b4 · бяла пешка на бяло поле c4 · бяла пешка на черно поле d4 · бял кон на бяло поле f3 · бяла пешка на бяло поле a2 · бяла пешка на бяло поле c2 · бяла пешка на бяло поле e2 · бяла пешка на черно поле f2 · бяла пешка на бяло поле g2 · бяла пешка на черно поле h2 · бял топ на черно поле a1 · бял кон на бяло поле b1 · бял офицер на черно поле c1 · бяла дама на бяло поле d1 · бял цар на черно поле e1 · бял офицер на бяло поле f1 · бял топ на бяло поле h1 | черен топ на бяло поле a8 · черен кон на черно поле b8 · черен офицер на бяло поле c8 · черна дама на черно поле d8 · черен цар на бяло поле e8 · черен топ на черно поле h8 · черна пешка на черно поле a7 · черна пешка на бяло поле b7 · черна пешка на черно поле c7 · черна пешка на бяло поле d7 · черна пешка на бяло поле f7 · черна пешка на черно поле g7 · черна пешка на бяло поле h7 · черна пешка на бяло поле e6 · черен кон на черно поле f6 · черен офицер на черно поле b4 · бяла пешка на бяло поле c4 · бяла пешка на черно поле d4 · бял кон на бяло поле f3 · бяла пешка на бяло поле a2 · бяла пешка на бяло поле c2 · бяла пешка на бяло поле e2 · бяла пешка на черно поле f2 · бяла пешка на бяло поле g2 · бяла пешка на черно поле h2 · бял топ на черно поле a1 · бял кон на бяло поле b1 · бял офицер на черно поле c1 · бяла дама на бяло поле d1 · бял цар на черно поле e1 · бял офицер на бяло поле f1 · бял топ на бяло поле h1 | черен топ на бяло поле a8 · черен кон на черно поле b8 · черен офицер на бяло поле c8 · черна дама на черно поле d8 · черен цар на бяло поле e8 · черен топ на черно поле h8 · черна пешка на черно поле a7 · черна пешка на бяло поле b7 · черна пешка на черно поле c7 · черна пешка на бяло поле d7 · черна пешка на бяло поле f7 · черна пешка на черно поле g7 · черна пешка на бяло поле h7 · черна пешка на бяло поле e6 · черен кон на черно поле f6 · черен офицер на черно поле b4 · бяла пешка на бяло поле c4 · бяла пешка на черно поле d4 · бял кон на бяло поле f3 · бяла пешка на бяло поле a2 · бяла пешка на бяло поле c2 · бяла пешка на бяло поле e2 · бяла пешка на черно поле f2 · бяла пешка на бяло поле g2 · бяла пешка на черно поле h2 · бял топ на черно поле a1 · бял кон на бяло поле b1 · бял офицер на черно поле c1 · бяла дама на бяло поле d1 · бял цар на черно поле e1 · бял офицер на бяло поле f1 · бял топ на бяло поле h1 | черен топ на бяло поле a8 · черен кон на черно поле b8 · черен офицер на бяло поле c8 · черна дама на черно поле d8 · черен цар на бяло поле e8 · черен топ на черно поле h8 · черна пешка на черно поле a7 · черна пешка на бяло поле b7 · черна пешка на черно поле c7 · черна пешка на бяло поле d7 · черна пешка на бяло поле f7 · черна пешка на черно поле g7 · черна пешка на бяло поле h7 · черна пешка на бяло поле e6 · черен кон на черно поле f6 · черен офицер на черно поле b4 · бяла пешка на бяло поле c4 · бяла пешка на черно поле d4 · бял кон на бяло поле f3 · бяла пешка на бяло поле a2 · бяла пешка на бяло поле c2 · бяла пешка на бяло поле e2 · бяла пешка на черно поле f2 · бяла пешка на бяло поле g2 · бяла пешка на черно поле h2 · бял топ на черно поле a1 · бял кон на бяло поле b1 · бял офицер на черно поле c1 · бяла дама на бяло поле d1 · бял цар на черно поле e1 · бял офицер на бяло поле f1 · бял топ на бяло поле h1 | черен топ на бяло поле a8 · черен кон на черно поле b8 · черен офицер на бяло поле c8 · черна дама на черно поле d8 · черен цар на бяло поле e8 · черен топ на черно поле h8 · черна пешка на черно поле a7 · черна пешка на бяло поле b7 · черна пешка на черно поле c7 · черна пешка на бяло поле d7 · черна пешка на бяло поле f7 · черна пешка на черно поле g7 · черна пешка на бяло поле h7 · черна пешка на бяло поле e6 · черен кон на черно поле f6 · черен офицер на черно поле b4 · бяла пешка на бяло поле c4 · бяла пешка на черно поле d4 · бял кон на бяло поле f3 · бяла пешка на бяло поле a2 · бяла пешка на бяло поле c2 · бяла пешка на бяло поле e2 · бяла пешка на черно поле f2 · бяла пешка на бяло поле g2 · бяла пешка на черно поле h2 · бял топ на черно поле a1 · бял кон на бяло поле b1 · бял офицер на черно поле c1 · бяла дама на бяло поле d1 · бял цар на черно поле e1 · бял офицер на бяло поле f1 · бял топ на бяло поле h1 | черен топ на бяло поле a8 · черен кон на черно поле b8 · черен офицер на бяло поле c8 · черна дама на черно поле d8 · черен цар на бяло поле e8 · черен топ на черно поле h8 · черна пешка на черно поле a7 · черна пешка на бяло поле b7 · черна пешка на черно поле c7 · черна пешка на бяло поле d7 · черна пешка на бяло поле f7 · черна пешка на черно поле g7 · черна пешка на бяло поле h7 · черна пешка на бяло поле e6 · черен кон на черно поле f6 · черен офицер на черно поле b4 · бяла пешка на бяло поле c4 · бяла пешка на черно поле d4 · бял кон на бяло поле f3 · бяла пешка на бяло поле a2 · бяла пешка на бяло поле c2 · бяла пешка на бяло поле e2 · бяла пешка на черно поле f2 · бяла пешка на бяло поле g2 · бяла пешка на черно поле h2 · бял топ на черно поле a1 · бял кон на бяло поле b1 · бял офицер на черно поле c1 · бяла дама на бяло поле d1 · бял цар на черно поле e1 · бял офицер на бяло поле f1 · бял топ на бяло поле h1 | черен топ на бяло поле a8 · черен кон на черно поле b8 · черен офицер на бяло поле c8 · черна дама на черно поле d8 · черен цар на бяло поле e8 · черен топ на черно поле h8 · черна пешка на черно поле a7 · черна пешка на бяло поле b7 · черна пешка на черно поле c7 · черна пешка на бяло поле d7 · черна пешка на бяло поле f7 · черна пешка на черно поле g7 · черна пешка на бяло поле h7 · черна пешка на бяло поле e6 · черен кон на черно поле f6 · черен офицер на черно поле b4 · бяла пешка на бяло поле c4 · бяла пешка на черно поле d4 · бял кон на бяло поле f3 · бяла пешка на бяло поле a2 · бяла пешка на бяло поле c2 · бяла пешка на бяло поле e2 · бяла пешка на черно поле f2 · бяла пешка на бяло поле g2 · бяла пешка на черно поле h2 · бял топ на черно поле a1 · бял кон на бяло поле b1 · бял офицер на черно поле c1 · бяла дама на бяло поле d1 · бял цар на черно поле e1 · бял офицер на бяло поле f1 · бял топ на бяло поле h1 | черен топ на бяло поле a8 · черен кон на черно поле b8 · черен офицер на бяло поле c8 · черна дама на черно поле d8 · черен цар на бяло поле e8 · черен топ на черно поле h8 · черна пешка на черно поле a7 · черна пешка на бяло поле b7 · черна пешка на черно поле c7 · черна пешка на бяло поле d7 · черна пешка на бяло поле f7 · черна пешка на черно поле g7 · черна пешка на бяло поле h7 · черна пешка на бяло поле e6 · черен кон на черно поле f6 · черен офицер на черно поле b4 · бяла пешка на бяло поле c4 · бяла пешка на черно поле d4 · бял кон на бяло поле f3 · бяла пешка на бяло поле a2 · бяла пешка на бяло поле c2 · бяла пешка на бяло поле e2 · бяла пешка на черно поле f2 · бяла пешка на бяло поле g2 · бяла пешка на черно поле h2 · бял топ на черно поле a1 · бял кон на бяло поле b1 · бял офицер на черно поле c1 · бяла дама на бяло поле d1 · бял цар на черно поле e1 · бял офицер на бяло поле f1 · бял топ на бяло поле h1 | 3 |
| 2 | черен топ на бяло поле a8 · черен кон на черно поле b8 · черен офицер на бяло поле c8 · черна дама на черно поле d8 · черен цар на бяло поле e8 · черен топ на черно поле h8 · черна пешка на черно поле a7 · черна пешка на бяло поле b7 · черна пешка на черно поле c7 · черна пешка на бяло поле d7 · черна пешка на бяло поле f7 · черна пешка на черно поле g7 · черна пешка на бяло поле h7 · черна пешка на бяло поле e6 · черен кон на черно поле f6 · черен офицер на черно поле b4 · бяла пешка на бяло поле c4 · бяла пешка на черно поле d4 · бял кон на бяло поле f3 · бяла пешка на бяло поле a2 · бяла пешка на бяло поле c2 · бяла пешка на бяло поле e2 · бяла пешка на черно поле f2 · бяла пешка на бяло поле g2 · бяла пешка на черно поле h2 · бял топ на черно поле a1 · бял кон на бяло поле b1 · бял офицер на черно поле c1 · бяла дама на бяло поле d1 · бял цар на черно поле e1 · бял офицер на бяло поле f1 · бял топ на бяло поле h1 | черен топ на бяло поле a8 · черен кон на черно поле b8 · черен офицер на бяло поле c8 · черна дама на черно поле d8 · черен цар на бяло поле e8 · черен топ на черно поле h8 · черна пешка на черно поле a7 · черна пешка на бяло поле b7 · черна пешка на черно поле c7 · черна пешка на бяло поле d7 · черна пешка на бяло поле f7 · черна пешка на черно поле g7 · черна пешка на бяло поле h7 · черна пешка на бяло поле e6 · черен кон на черно поле f6 · черен офицер на черно поле b4 · бяла пешка на бяло поле c4 · бяла пешка на черно поле d4 · бял кон на бяло поле f3 · бяла пешка на бяло поле a2 · бяла пешка на бяло поле c2 · бяла пешка на бяло поле e2 · бяла пешка на черно поле f2 · бяла пешка на бяло поле g2 · бяла пешка на черно поле h2 · бял топ на черно поле a1 · бял кон на бяло поле b1 · бял офицер на черно поле c1 · бяла дама на бяло поле d1 · бял цар на черно поле e1 · бял офицер на бяло поле f1 · бял топ на бяло поле h1 | черен топ на бяло поле a8 · черен кон на черно поле b8 · черен офицер на бяло поле c8 · черна дама на черно поле d8 · черен цар на бяло поле e8 · черен топ на черно поле h8 · черна пешка на черно поле a7 · черна пешка на бяло поле b7 · черна пешка на черно поле c7 · черна пешка на бяло поле d7 · черна пешка на бяло поле f7 · черна пешка на черно поле g7 · черна пешка на бяло поле h7 · черна пешка на бяло поле e6 · черен кон на черно поле f6 · черен офицер на черно поле b4 · бяла пешка на бяло поле c4 · бяла пешка на черно поле d4 · бял кон на бяло поле f3 · бяла пешка на бяло поле a2 · бяла пешка на бяло поле c2 · бяла пешка на бяло поле e2 · бяла пешка на черно поле f2 · бяла пешка на бяло поле g2 · бяла пешка на черно поле h2 · бял топ на черно поле a1 · бял кон на бяло поле b1 · бял офицер на черно поле c1 · бяла дама на бяло поле d1 · бял цар на черно поле e1 · бял офицер на бяло поле f1 · бял топ на бяло поле h1 | черен топ на бяло поле a8 · черен кон на черно поле b8 · черен офицер на бяло поле c8 · черна дама на черно поле d8 · черен цар на бяло поле e8 · черен топ на черно поле h8 · черна пешка на черно поле a7 · черна пешка на бяло поле b7 · черна пешка на черно поле c7 · черна пешка на бяло поле d7 · черна пешка на бяло поле f7 · черна пешка на черно поле g7 · черна пешка на бяло поле h7 · черна пешка на бяло поле e6 · черен кон на черно поле f6 · черен офицер на черно поле b4 · бяла пешка на бяло поле c4 · бяла пешка на черно поле d4 · бял кон на бяло поле f3 · бяла пешка на бяло поле a2 · бяла пешка на бяло поле c2 · бяла пешка на бяло поле e2 · бяла пешка на черно поле f2 · бяла пешка на бяло поле g2 · бяла пешка на черно поле h2 · бял топ на черно поле a1 · бял кон на бяло поле b1 · бял офицер на черно поле c1 · бяла дама на бяло поле d1 · бял цар на черно поле e1 · бял офицер на бяло поле f1 · бял топ на бяло поле h1 | черен топ на бяло поле a8 · черен кон на черно поле b8 · черен офицер на бяло поле c8 · черна дама на черно поле d8 · черен цар на бяло поле e8 · черен топ на черно поле h8 · черна пешка на черно поле a7 · черна пешка на бяло поле b7 · черна пешка на черно поле c7 · черна пешка на бяло поле d7 · черна пешка на бяло поле f7 · черна пешка на черно поле g7 · черна пешка на бяло поле h7 · черна пешка на бяло поле e6 · черен кон на черно поле f6 · черен офицер на черно поле b4 · бяла пешка на бяло поле c4 · бяла пешка на черно поле d4 · бял кон на бяло поле f3 · бяла пешка на бяло поле a2 · бяла пешка на бяло поле c2 · бяла пешка на бяло поле e2 · бяла пешка на черно поле f2 · бяла пешка на бяло поле g2 · бяла пешка на черно поле h2 · бял топ на черно поле a1 · бял кон на бяло поле b1 · бял офицер на черно поле c1 · бяла дама на бяло поле d1 · бял цар на черно поле e1 · бял офицер на бяло поле f1 · бял топ на бяло поле h1 | черен топ на бяло поле a8 · черен кон на черно поле b8 · черен офицер на бяло поле c8 · черна дама на черно поле d8 · черен цар на бяло поле e8 · черен топ на черно поле h8 · черна пешка на черно поле a7 · черна пешка на бяло поле b7 · черна пешка на черно поле c7 · черна пешка на бяло поле d7 · черна пешка на бяло поле f7 · черна пешка на черно поле g7 · черна пешка на бяло поле h7 · черна пешка на бяло поле e6 · черен кон на черно поле f6 · черен офицер на черно поле b4 · бяла пешка на бяло поле c4 · бяла пешка на черно поле d4 · бял кон на бяло поле f3 · бяла пешка на бяло поле a2 · бяла пешка на бяло поле c2 · бяла пешка на бяло поле e2 · бяла пешка на черно поле f2 · бяла пешка на бяло поле g2 · бяла пешка на черно поле h2 · бял топ на черно поле a1 · бял кон на бяло поле b1 · бял офицер на черно поле c1 · бяла дама на бяло поле d1 · бял цар на черно поле e1 · бял офицер на бяло поле f1 · бял топ на бяло поле h1 | черен топ на бяло поле a8 · черен кон на черно поле b8 · черен офицер на бяло поле c8 · черна дама на черно поле d8 · черен цар на бяло поле e8 · черен топ на черно поле h8 · черна пешка на черно поле a7 · черна пешка на бяло поле b7 · черна пешка на черно поле c7 · черна пешка на бяло поле d7 · черна пешка на бяло поле f7 · черна пешка на черно поле g7 · черна пешка на бяло поле h7 · черна пешка на бяло поле e6 · черен кон на черно поле f6 · черен офицер на черно поле b4 · бяла пешка на бяло поле c4 · бяла пешка на черно поле d4 · бял кон на бяло поле f3 · бяла пешка на бяло поле a2 · бяла пешка на бяло поле c2 · бяла пешка на бяло поле e2 · бяла пешка на черно поле f2 · бяла пешка на бяло поле g2 · бяла пешка на черно поле h2 · бял топ на черно поле a1 · бял кон на бяло поле b1 · бял офицер на черно поле c1 · бяла дама на бяло поле d1 · бял цар на черно поле e1 · бял офицер на бяло поле f1 · бял топ на бяло поле h1 | черен топ на бяло поле a8 · черен кон на черно поле b8 · черен офицер на бяло поле c8 · черна дама на черно поле d8 · черен цар на бяло поле e8 · черен топ на черно поле h8 · черна пешка на черно поле a7 · черна пешка на бяло поле b7 · черна пешка на черно поле c7 · черна пешка на бяло поле d7 · черна пешка на бяло поле f7 · черна пешка на черно поле g7 · черна пешка на бяло поле h7 · черна пешка на бяло поле e6 · черен кон на черно поле f6 · черен офицер на черно поле b4 · бяла пешка на бяло поле c4 · бяла пешка на черно поле d4 · бял кон на бяло поле f3 · бяла пешка на бяло поле a2 · бяла пешка на бяло поле c2 · бяла пешка на бяло поле e2 · бяла пешка на черно поле f2 · бяла пешка на бяло поле g2 · бяла пешка на черно поле h2 · бял топ на черно поле a1 · бял кон на бяло поле b1 · бял офицер на черно поле c1 · бяла дама на бяло поле d1 · бял цар на черно поле e1 · бял офицер на бяло поле f1 · бял топ на бяло поле h1 | 2 |
| 1 | черен топ на бяло поле a8 · черен кон на черно поле b8 · черен офицер на бяло поле c8 · черна дама на черно поле d8 · черен цар на бяло поле e8 · черен топ на черно поле h8 · черна пешка на черно поле a7 · черна пешка на бяло поле b7 · черна пешка на черно поле c7 · черна пешка на бяло поле d7 · черна пешка на бяло поле f7 · черна пешка на черно поле g7 · черна пешка на бяло поле h7 · черна пешка на бяло поле e6 · черен кон на черно поле f6 · черен офицер на черно поле b4 · бяла пешка на бяло поле c4 · бяла пешка на черно поле d4 · бял кон на бяло поле f3 · бяла пешка на бяло поле a2 · бяла пешка на бяло поле c2 · бяла пешка на бяло поле e2 · бяла пешка на черно поле f2 · бяла пешка на бяло поле g2 · бяла пешка на черно поле h2 · бял топ на черно поле a1 · бял кон на бяло поле b1 · бял офицер на черно поле c1 · бяла дама на бяло поле d1 · бял цар на черно поле e1 · бял офицер на бяло поле f1 · бял топ на бяло поле h1 | черен топ на бяло поле a8 · черен кон на черно поле b8 · черен офицер на бяло поле c8 · черна дама на черно поле d8 · черен цар на бяло поле e8 · черен топ на черно поле h8 · черна пешка на черно поле a7 · черна пешка на бяло поле b7 · черна пешка на черно поле c7 · черна пешка на бяло поле d7 · черна пешка на бяло поле f7 · черна пешка на черно поле g7 · черна пешка на бяло поле h7 · черна пешка на бяло поле e6 · черен кон на черно поле f6 · черен офицер на черно поле b4 · бяла пешка на бяло поле c4 · бяла пешка на черно поле d4 · бял кон на бяло поле f3 · бяла пешка на бяло поле a2 · бяла пешка на бяло поле c2 · бяла пешка на бяло поле e2 · бяла пешка на черно поле f2 · бяла пешка на бяло поле g2 · бяла пешка на черно поле h2 · бял топ на черно поле a1 · бял кон на бяло поле b1 · бял офицер на черно поле c1 · бяла дама на бяло поле d1 · бял цар на черно поле e1 · бял офицер на бяло поле f1 · бял топ на бяло поле h1 | черен топ на бяло поле a8 · черен кон на черно поле b8 · черен офицер на бяло поле c8 · черна дама на черно поле d8 · черен цар на бяло поле e8 · черен топ на черно поле h8 · черна пешка на черно поле a7 · черна пешка на бяло поле b7 · черна пешка на черно поле c7 · черна пешка на бяло поле d7 · черна пешка на бяло поле f7 · черна пешка на черно поле g7 · черна пешка на бяло поле h7 · черна пешка на бяло поле e6 · черен кон на черно поле f6 · черен офицер на черно поле b4 · бяла пешка на бяло поле c4 · бяла пешка на черно поле d4 · бял кон на бяло поле f3 · бяла пешка на бяло поле a2 · бяла пешка на бяло поле c2 · бяла пешка на бяло поле e2 · бяла пешка на черно поле f2 · бяла пешка на бяло поле g2 · бяла пешка на черно поле h2 · бял топ на черно поле a1 · бял кон на бяло поле b1 · бял офицер на черно поле c1 · бяла дама на бяло поле d1 · бял цар на черно поле e1 · бял офицер на бяло поле f1 · бял топ на бяло поле h1 | черен топ на бяло поле a8 · черен кон на черно поле b8 · черен офицер на бяло поле c8 · черна дама на черно поле d8 · черен цар на бяло поле e8 · черен топ на черно поле h8 · черна пешка на черно поле a7 · черна пешка на бяло поле b7 · черна пешка на черно поле c7 · черна пешка на бяло поле d7 · черна пешка на бяло поле f7 · черна пешка на черно поле g7 · черна пешка на бяло поле h7 · черна пешка на бяло поле e6 · черен кон на черно поле f6 · черен офицер на черно поле b4 · бяла пешка на бяло поле c4 · бяла пешка на черно поле d4 · бял кон на бяло поле f3 · бяла пешка на бяло поле a2 · бяла пешка на бяло поле c2 · бяла пешка на бяло поле e2 · бяла пешка на черно поле f2 · бяла пешка на бяло поле g2 · бяла пешка на черно поле h2 · бял топ на черно поле a1 · бял кон на бяло поле b1 · бял офицер на черно поле c1 · бяла дама на бяло поле d1 · бял цар на черно поле e1 · бял офицер на бяло поле f1 · бял топ на бяло поле h1 | черен топ на бяло поле a8 · черен кон на черно поле b8 · черен офицер на бяло поле c8 · черна дама на черно поле d8 · черен цар на бяло поле e8 · черен топ на черно поле h8 · черна пешка на черно поле a7 · черна пешка на бяло поле b7 · черна пешка на черно поле c7 · черна пешка на бяло поле d7 · черна пешка на бяло поле f7 · черна пешка на черно поле g7 · черна пешка на бяло поле h7 · черна пешка на бяло поле e6 · черен кон на черно поле f6 · черен офицер на черно поле b4 · бяла пешка на бяло поле c4 · бяла пешка на черно поле d4 · бял кон на бяло поле f3 · бяла пешка на бяло поле a2 · бяла пешка на бяло поле c2 · бяла пешка на бяло поле e2 · бяла пешка на черно поле f2 · бяла пешка на бяло поле g2 · бяла пешка на черно поле h2 · бял топ на черно поле a1 · бял кон на бяло поле b1 · бял офицер на черно поле c1 · бяла дама на бяло поле d1 · бял цар на черно поле e1 · бял офицер на бяло поле f1 · бял топ на бяло поле h1 | черен топ на бяло поле a8 · черен кон на черно поле b8 · черен офицер на бяло поле c8 · черна дама на черно поле d8 · черен цар на бяло поле e8 · черен топ на черно поле h8 · черна пешка на черно поле a7 · черна пешка на бяло поле b7 · черна пешка на черно поле c7 · черна пешка на бяло поле d7 · черна пешка на бяло поле f7 · черна пешка на черно поле g7 · черна пешка на бяло поле h7 · черна пешка на бяло поле e6 · черен кон на черно поле f6 · черен офицер на черно поле b4 · бяла пешка на бяло поле c4 · бяла пешка на черно поле d4 · бял кон на бяло поле f3 · бяла пешка на бяло поле a2 · бяла пешка на бяло поле c2 · бяла пешка на бяло поле e2 · бяла пешка на черно поле f2 · бяла пешка на бяло поле g2 · бяла пешка на черно поле h2 · бял топ на черно поле a1 · бял кон на бяло поле b1 · бял офицер на черно поле c1 · бяла дама на бяло поле d1 · бял цар на черно поле e1 · бял офицер на бяло поле f1 · бял топ на бяло поле h1 | черен топ на бяло поле a8 · черен кон на черно поле b8 · черен офицер на бяло поле c8 · черна дама на черно поле d8 · черен цар на бяло поле e8 · черен топ на черно поле h8 · черна пешка на черно поле a7 · черна пешка на бяло поле b7 · черна пешка на черно поле c7 · черна пешка на бяло поле d7 · черна пешка на бяло поле f7 · черна пешка на черно поле g7 · черна пешка на бяло поле h7 · черна пешка на бяло поле e6 · черен кон на черно поле f6 · черен офицер на черно поле b4 · бяла пешка на бяло поле c4 · бяла пешка на черно поле d4 · бял кон на бяло поле f3 · бяла пешка на бяло поле a2 · бяла пешка на бяло поле c2 · бяла пешка на бяло поле e2 · бяла пешка на черно поле f2 · бяла пешка на бяло поле g2 · бяла пешка на черно поле h2 · бял топ на черно поле a1 · бял кон на бяло поле b1 · бял офицер на черно поле c1 · бяла дама на бяло поле d1 · бял цар на черно поле e1 · бял офицер на бяло поле f1 · бял топ на бяло поле h1 | черен топ на бяло поле a8 · черен кон на черно поле b8 · черен офицер на бяло поле c8 · черна дама на черно поле d8 · черен цар на бяло поле e8 · черен топ на черно поле h8 · черна пешка на черно поле a7 · черна пешка на бяло поле b7 · черна пешка на черно поле c7 · черна пешка на бяло поле d7 · черна пешка на бяло поле f7 · черна пешка на черно поле g7 · черна пешка на бяло поле h7 · черна пешка на бяло поле e6 · черен кон на черно поле f6 · черен офицер на черно поле b4 · бяла пешка на бяло поле c4 · бяла пешка на черно поле d4 · бял кон на бяло поле f3 · бяла пешка на бяло поле a2 · бяла пешка на бяло поле c2 · бяла пешка на бяло поле e2 · бяла пешка на черно поле f2 · бяла пешка на бяло поле g2 · бяла пешка на черно поле h2 · бял топ на черно поле a1 · бял кон на бяло поле b1 · бял офицер на черно поле c1 · бяла дама на бяло поле d1 · бял цар на черно поле e1 · бял офицер на бяло поле f1 · бял топ на бяло поле h1 | 1 |
|   | a | b | c | d | e | f | g | h |   |

Участва на зоналния турнир на ФИДЕ в Бад Пирмонт (1951 г.) – 7 място. Съставя шахматни задачи.
Умира на 18 юни 1952 г. в Триберг, Германия. 
Боголюбов има сериозен принос за развитието на шахмата. По време на кариерата си задълбочено изучава дебютите. Автор е на собствен вариант – „Защита Боголюбов“ (1.d4 Kf6 2.c4 e6 3.Kf3 Ob4). Има множество публикувани книги.

## Турнирни победи
- 1919 – Берлин, Стокхолм
- 1920 – Стокхолм
- 1921 – Кил
- 1922 – Пиещяни
- 1923 – Карлсбад (1 – 3)
- 1925 – Бреслау, Москва
- 1926 – Берлин
- 1928 – Бад Кисинген
- 1933 – Бад Пирмонт
- 1935 – Бад Наухайм, Бад Сааров
- 1937 – Бремен
- 1939 – Щутгарт
- 1940 – Берлин
- 1947 – Люнебург, Касел
- 1951 – Аугсбург, Саарбрюкен